# Maria Frieden (Vechta)

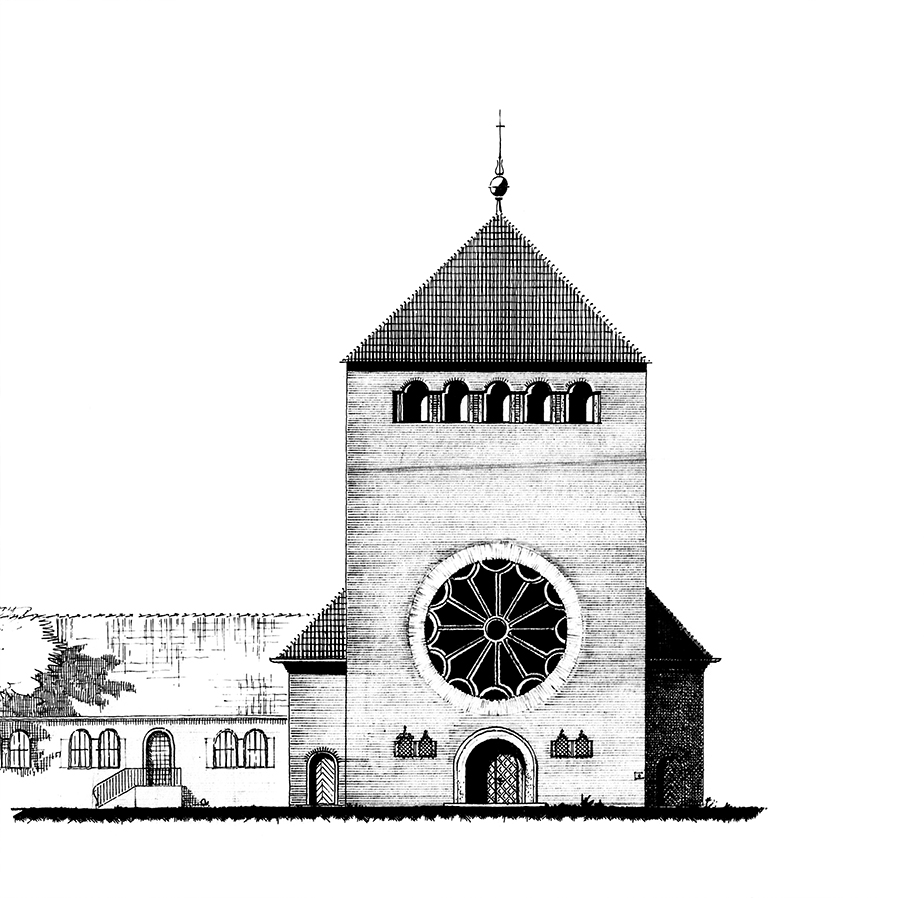
Skizze der Kirche

Maria Frieden ist eine unter dem Patrozinium der Gottesmutter Maria stehende römisch-katholische Filialkirche in der niedersächsischen Kreisstadt Vechta im Oldenburger Münsterland. Die Kirche gehört zur Pfarrgemeinde St. Mariä Himmelfahrt (Vechta) im Dekanat Vechta des münsterschen Offizialatsbezirks Oldenburg und bietet ca. 400 Gläubigen Platz. Mit dem Baustil der Moderne ist Maria Frieden eine Hallenkirche mit Westturm und Klinkerfassaden.

## Geschichte
Die Stadt Vechta wuchs nach dem Zweiten Weltkrieg (vor allem wegen der vielen Ostflüchtlinge) von 8.000 auf 14.000 Einwohner. Weil die Pfarrkirche St. Georg die Zahl der Gottesdienstteilnehmer nicht mehr fassen konnte, wurde in dem bevorzugten Zuzugsgebiet im Norden der Stadt ein neues Gotteshaus geplant.
Nach dem ersten Spatenstich am 2. Juli 1953 und der Grundsteinlegung am 2. August 1953 wurde der Kirchenbau im Herbst des folgenden Jahres vollendet. Die Kirche trägt den Titel „Maria Frieden“. Die weltweit zahlreichen Patrozinien der Gottesmutter Maria haben neben dem Namen in der Regel auch einen der Marientitel, unter denen Maria verehrt wird. Das gilt auch für die Kirche Maria Frieden in Vechta und ist ein Zeichen für die Verehrung der Maria als „Königin des Friedens“.
Die Einweihung der Kirche erfolgte am 12. September 1954 durch Weihbischof Heinrich Roleff. Ostern 1963 wurde die Pfarrrektoratskirche eine selbständige Pfarrkirche mit dem ersten Pfarrer Wilhelm Breuer. Sein Nachfolger war ab 1. April 1975 Vikar Richard Büssing.
Das neu erbaute Pfarrheim in unmittelbarer Nähe des Gotteshauses wurde am 23. Januar 1971 eingeweiht. Nach der Erweiterung und der Einweihung am 7. Februar 1988 hat das Pfarrheim nicht nur Platz für kleinere Gruppen, sondern bietet im Obergeschoss auch einen Saal mit Bühne und Theke für maximal 160 Personen.
Nach seiner Emeritierung am 25. März 2007 blieb Pfarrer Richard Büssing weiterhin für die Gemeinde seelsorgerisch tätig.
Das Niedersächsische Landesamt für Denkmalpflege nahm am 11. November 2007 die Kirche Maria Frieden mit Marienplastik an der Choraußenwand aufgrund der künstlerischen, wissenschaftlichen und historischen Bedeutung in das Verzeichnis der Kulturdenkmale auf.
In den ersten 52 Jahren war Maria Frieden die Hauptkirche der gleichnamigen Pfarrei im Norden Vechtas. Aber am 25. März 2007 fusionierten die Pfarreien Maria Frieden, St. Georg (Vechta) und St. Marien (Oythe) zur neuen Kirchengemeinde St. Mariä Himmelfahrt. Dadurch wurde Maria Frieden von einer Pfarrkirche in eine Filialkirche umgewandelt.

## Glocken
Im Turm des Gotteshauses Maria Frieden hängen die folgenden fünf Bronzeglocken, die in der Glockenstadt Gescher gegossen wurden.
- Glocke 1: Schlagton: d′, Ø 141 cm, Gießer: Petit und Gebr. Edelbrock, Gussjahr: 1961[5]
- Glocke 2: Schlagton: f′,  Ø 118 cm, Gießer: Petit und Gebr. Edelbrock, Gussjahr: 1961
- Glocke 3: Schlagton: g′, Ø 103 cm, Gießer: Petit und Gebr. Edelbrock, Gussjahr: 1961
- Glocke 4: Schlagton: a′, Ø 92 cm, Gießer: Petit und Gebr. Edelbrock, Gussjahr: 1961
- Glocke 5: Schlagton: c″, Ø 76 cm, Gießer: Petit und Gebr. Edelbrock, Gussjahr: 1961

## Orgel

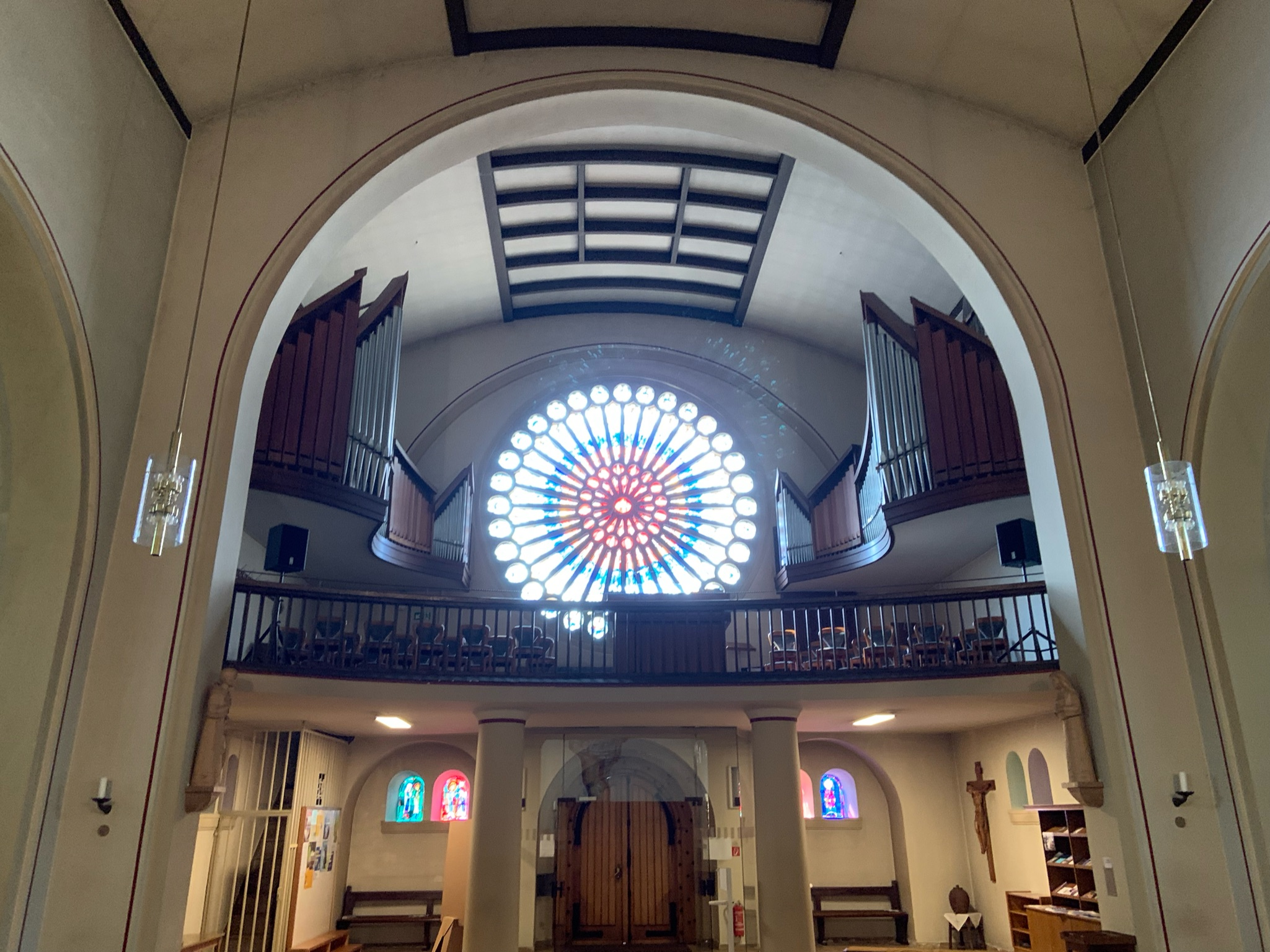
Orgel

Die erste Orgel (III+P/30) wurde 1959 von der Firma Herbert Kruse (Lohne) gebaut. 1966 erfolgte eine Reinigung und Erweiterung der Orgel (III+P/32) durch Alfred Führer (Wilhelmshaven). Dieselbe Firma baute die Orgel 1973 erneut um.
Eine neue Orgel (II+FW+P/27) wurde 2006 von Martin Cladders (Badbergen) unter Verwendung der Vorgängerorgel und der alten Osnabrücker Domorgel (von Breil 1963) hergestellt. Zur Orgel mit 27 Registern gehören folgende zentrale Elemente: Schleifenwindladen, elektrische Spieltraktur, elektrische Registertraktur, 2 Manuale (mit Tonumfang C - g3), Pedal (mit Tonumfang C - f1) und als Spielhilfen 4000-facher elektronischer Setzer mit Sequenzern, Tutti sowie ein fahrbarer Spieltisch (Stand: 5. Februar 2020).